# Nurshafiq Zaini
Nurshafiq Zaini (* 26. März 1999 in Singapur), mit vollständigen Namen Nurshafiq bin Zaini, ist ein singapurischer Fußballspieler.

## Karriere
Nurshafiq Zaini erlernte das Fußballspielen in der Jugendmannschaft des Erstligisten Warriors FC. Seinen ersten Vertrag unterschrieb er 2019 bei den Tampines Rovers. Der Verein spielte in der höchsten Liga des Landes, der Singapore Premier League. Nachdem er bei den Rovers nicht zum Einsatz gekommen war, wechselte er Anfang 2020 zum Ligakonkurrenten Young Lions. Die Young Lions sind eine U-23-Mannschaft, die 2002 gegründet wurde. In der Elf spielen U23-Nationalspieler und auch Perspektivspieler. Ihnen soll die Möglichkeit gegeben werden, Spielpraxis in der ersten Liga zu sammeln. Sein Erstligadebüt gab er am 2. Spieltag (11. März 2020) im Spiel gegen Geylang International. Das Spiel wurde mit 0:3 verloren.